# درکسل-آلورنون (آریزونا)
درکسل-آلورنون (به انگلیسی: Drexel-Alvernon) یک منطقهٔ مسکونی در ایالات متحده آمریکا است که در شهرستان پیما، آریزونا واقع شده‌است. درکسل-آلورنون ۲٫۴ کیلومتر مربع مساحت و ۴٬۱۹۲ نفر جمعیت دارد.